# Pseudocatharylla oenescentellus
Pseudocatharylla oenescentellus là một loài bướm đêm trong họ Crambidae.